# Karl Grönsfelder
Karl Grönsfelder (* 18. Januar 1882 in Frankfurt am Main; † 20. Februar 1964 in Nürnberg) war ein bayerischer Politiker der KPD und antifaschistischer Widerstandskämpfer.

## Leben
Karl Grönsfelder war nach dem Schulabschluss und seiner Lehre von 1900 bis 1903 als Mechaniker in Frankfurt und Köln tätig. 1903 zog er nach Nürnberg, wo er 1908 Mitglied der SPD und des Deutschen Metallarbeiter-Verbandes wurde.
1917 erfolgte der Übertritt zur USPD wegen der Kriegspolitik der SPD-Führung. Anfang 1919 gehörte er zu den Mitbegründern der KPD in Nürnberg.
1923 wurde er zum Mitglied in der Gewerkschaftskommission und im Zentralausschuss der KPD gewählt. Am 19. Dezember 1923 wurde er als Nachfolger von Joseph Eisenberger Abgeordneter des Bayerischen Landtags.
1924 wurde Grönsfelder wegen seiner politischen Betätigung für die bereits verbotene KPD verhaftet und für einige Zeit trotz seiner Immunität als Abgeordneter in Haft genommen. Allerdings wurde er in diesem Jahr auch wieder zum Mitglied des Bayerischen Landtags gewählt.
1926 wurde er Landessekretär und Sekretär für Gewerkschaftsfragen in der KPD-Bezirksleitung Nordbayern. Innerparteilichen Auseinandersetzungen in der KPD-Zentrale führten 1930 zum Ausschluss aus der KPD. Von 1930 an war Grönsfelder daraufhin Leiter der KPD-Opposition in Nürnberg.
Wegen seines Widerstands gegen den Nationalsozialismus wurde er im April 1933 erneut in Schutzhaft genommen und im Notgefängnis Fürth arrestiert. Im Mai 1933 wurde er kurzzeitig im Gefängnis München-Stadelheim und bis 1935 im KZ Dachau inhaftiert. Nach seiner Haftentlassung wurde er nicht vom Arbeitsamt Nürnberg vermittelt und er war bis 1937 arbeitslos. Danach war er wieder als Mechaniker tätig.
1946 wurde er erneut Mitglied der KPD und 1947 in die KPD-Bezirksleitung Bayern gewählt. 1949 wurde er erneut aus der KPD ausgeschlossen. Er wurde Mitglied der Gruppe Arbeiterpolitik in Nürnberg und gab später die Zeitschrift Arbeiterstimme mit heraus. Grönsfelder war bei Triumph beschäftigt und dort Betriebsrat